# علی هیئت
میرزا علی آقا هیئت (۱۲۶۷ تبریز – ۷ فروردین ۱۳۴۵ تهران) از روحانیون مشروطه‌خواه آذربایجان و قاضی بلندپایه دادگستری در دوران قاجار و پهلوی بود.

## خانواده و تحصیلات
پدرش میرزا تقی خان از اعیان تبریز و منشیان دربار محمدعلی میرزا ولی‌عهد بود. تحصیلات حوزوی در تبریز آغاز کرد و در نجف ادامه داد. پس از سال‌ها تحصیل نزد علمائی چون آخوند ملا محمدکاظم خراسانی، شریعت اصفهانی و حاج سید احمد شیرازی به درجه اجتهاد رسید و به تبریز بازگشت.
بازگشت میرزا علی آقا به تبریز با جنبش مشروطیت همزمان شد. او به این نهضت پیوست و برای تقویت مشروطیت رابط بین علمای نجف و ایران شد و از این راه شهرت زیادی پیدا کرد. سپس به به استانبول و از آن‌جا به مصر رفت و چندی را در دانشگاه الازهر قاهره گذراند. مدتی هم در نجف بود و در زمان جنگ جهانی اول به ایران بازگشت.

## قضاوت
میرزا علی آقا هیئت وارد تشکیلات عدلیه شد. ابتدا به ریاست استیناف (دادگاه تجدید نظر) همدان رفت و سپس دادستان استیناف تهران شد تا سرانجام به مستشاری دیوان عالی کشور رسید. مدتی هم ریاست دادگستری آذربایجان را به عهده داشت. پس از شهریور ۱۳۲۰ «کلوپ آذربایجانی‌ها» را در تهران به راه انداخت که هوادار آلمان بود. از همین رو در سال ۱۳۲۲ متفقین او را بازداشت کردند و دو سال در اسارت‌گاه اراک زندانی بود.
هیئت پس از رهایی از اسارت به دادگستری بازگشت و رئیس یکی از شعب دیوان عالی کشور و در سال ۱۳۲۵ دادستان کل کشور شد. محاکمه سید محمد تدین وزیر کشور و علی سهیلی نخست‌وزیر سابق به اتهام دخالت در انتخابات و سوءاستفاده مالی در دوران دادستانی او انجام گرفت و به تبرئه آن دو انجامید. گفته می‌شود پشتیبانی هیئت در تبرئه آن دو نقش داشت.

## وزارت
در فروردین ۱۳۲۹ هیئت برای نخستین بار به وزارت رسید و در کابینه منصورالملک عهده‌دار وزارت دادگستری شد. پس از سقوط کابینه به سناتوری انتصابی رسید. در دولت مصدق هم وزیر دادگستری شد اما اختلاف آن دو به کناره‌گیری‌اش انجامید.
پس از کودتای ۲۸ مرداد ۱۳۳۲، هیئت استاندار فارس شد اما هنوز چندی از این مأموریت نگذشته بود که میرزا شفیع جهانشاهی رئیس دیوان عالی کشور درگذشت و هیئت به تهران بازگردانده و در آبان ۱۳۳۲ جانشین او شد تا اینکه در سال ۱۳۳۵ عباسقلی گلشائیان وزیر دادگستری، دیوان عالی کشور را منحل کرد و هیئت بازنشسته شد.

## درگذشت
میرزا علی آقا هیئت در هفتم فروردین ۱۳۴۵ در سن ۷۸ سالگی در تهران درگذشت و در ابن بابویه شهرری به خاک سپرده شد. دکتر جواد هیئت پزشک و پژوهشگر زبان و ادبیات ترکی فرزند میرزا علی آقا هیئت بود.